# 1-й авіапольовий корпус (Третій Рейх)
I (1-й) авіапольовий корпус (нім. I. Luftwaffen-Feldkorps) — корпус Люфтваффе за часів Другої світової війни, що існував у складі сухопутних військ. Формування не закінчив, у бойових діях участі не брав.

## Історія
1-й авіапольовий корпус планувалося сформувати на базі 13-го повітряного корпусу Люфтваффе (нім. XIII. Fliegerkorps), проте, польовий корпус так й не був остаточно сформований.

## Командування

### Командири
- Генерал авіації Ерік Петерсен (нім. Erich Petersen) (листопад 1942).

## Бойовий склад 1-го авіапольового корпусу
Формування управління, забезпечення та підтримки
- 1-й корпусний батальйон зв'язку Люфтваффе (Luftwaffen-Korps-Nachrichten-Abteilung 1).